# حاصل عمر
حاصل عمر رمانی است از سامرست موآم، نویسندهٔ اهل انگلستان. این اثر به دست عبدالله آزادیان به فارسی برگردانده شده است.